# Deserto de Atacama
Deserto de Atacama está localizado na região norte do Chile até a fronteira com o Peru. Com cerca de 1 000 km de extensão, é considerado o deserto mais alto do mundo. É o deserto não polar mais seco do mundo, pois chove raramente na região, em consequência de as correntes marítimas do Oceano Pacífico não conseguirem passar para o deserto, por causa de sua altitude. Assim, quando se evaporam, as nuvens úmidas descarregam seu conteúdo antes de chegar ao deserto, podendo deixá-lo durante longas épocas sem chuva.
De acordo com estimativas, o deserto de Atacama ocupa 105 mil quilômetros quadrados, ou 128 mil quilômetros quadrados se as encostas inferiores dos Andes forem incluídas. A maior parte do deserto é composta por terreno pedregoso, lagos de sal (salinas) e areia.
As temperaturas no deserto variam entre 0 °C à noite a 40 °C durante o dia. Em função destas condições existem poucas cidades e vilas no deserto; uma delas, muito conhecida, é São Pedro de Atacama, que tem pouco mais de 5 000 habitantes e está a 2 400 metros de altitude. Por ser bem isolada é considerada um oásis no meio do deserto e o principal ponto de encontro de viajantes do mundo inteiro, mochileiros, fotógrafos, astrônomos, cientistas, pesquisadores, motociclistas e aventureiros, além de possuir uma vida agitada, mesmo depois da meia noite, com bares e restaurantes lotados e pessoas conversando e planejando o dia seguinte.

## História
A região foi primeiramente habitada pelos atacamenhos, povo da região juntamente com a civilização dos nativos aymaras, ambos deixaram um legado inestimável em termos arqueológicos, daí o seu nome deserto de Atacama.
Tal riqueza é guardada em importantes museus, salientando-se o Museu de San Miguel de Azapa localizado no Vale de Azapadadeduer distante 12 km de Arica e o Museu Del Padre Le Paige, em São Pedro de Atacama.
Há importantes manifestações de arte rupestre pré-colombianas na região, que é o berço de uma das maiores esculturas de figura humana feita na pré-história, o Gigante do Atacama.
Nas entranhas do deserto também podem-se descobrir ruínas intactas como as Vivendas Circulares de Tulor, que datam do 800 a.C., e as pukaras, fortalezas de defesa em Quitor e Lasana, além do centro administrativo Inca em Catarpe (província de Arica).

## Geografia

### Relevo
O terreno da região é bastante diversificado tanto no aspecto de altitude como de formação, variando de altitudes quase ao nível do mar até 6 885 metros, como no caso do vulcão Ojos del Salado. Também encontram-se áreas marcadas por erosão, dunas e montanhas. O solo é diversificado, mas é composto basicamente de sal e areia.

### Clima

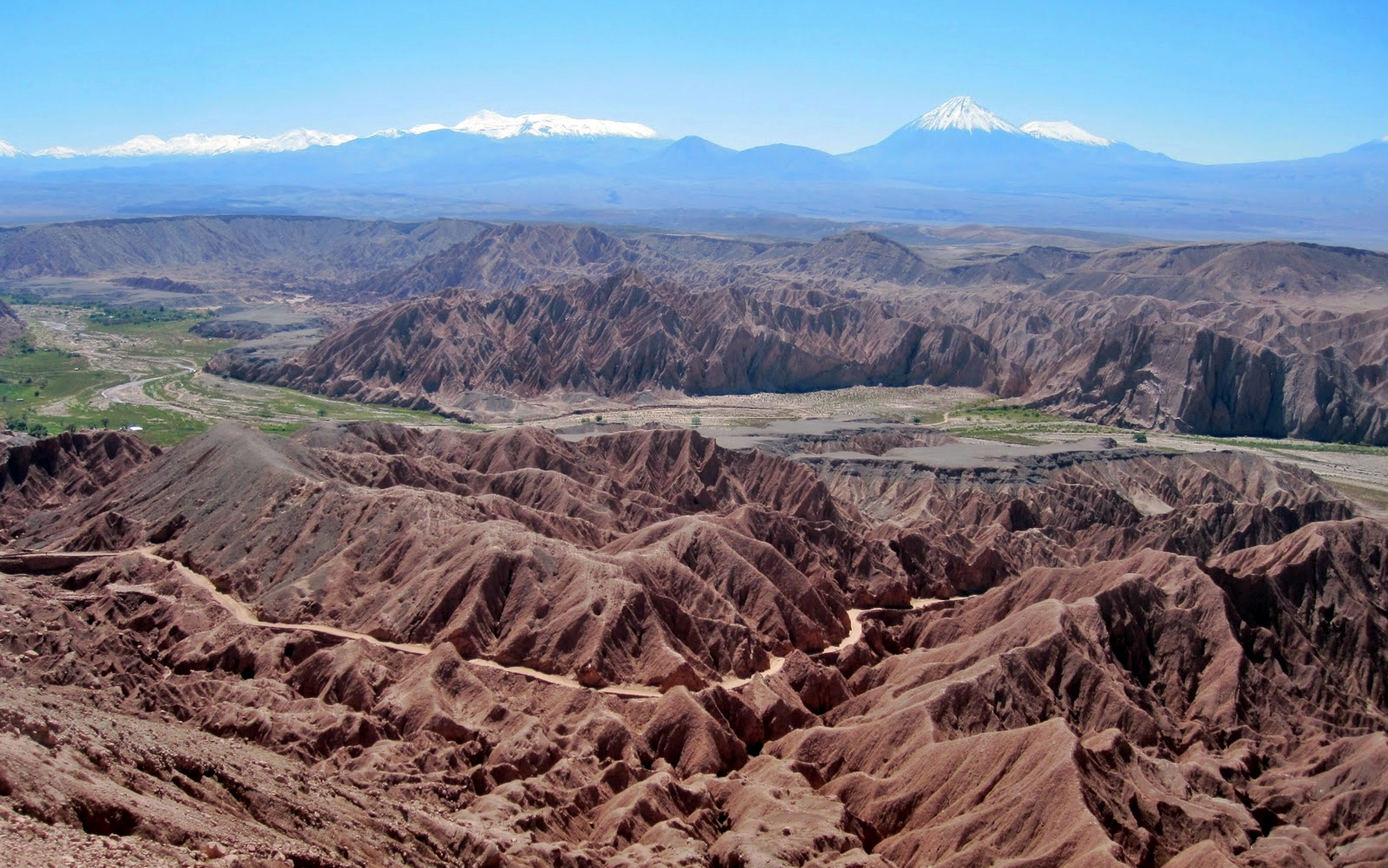
Vista do Vale da Lua, em San Pedro, Chile.

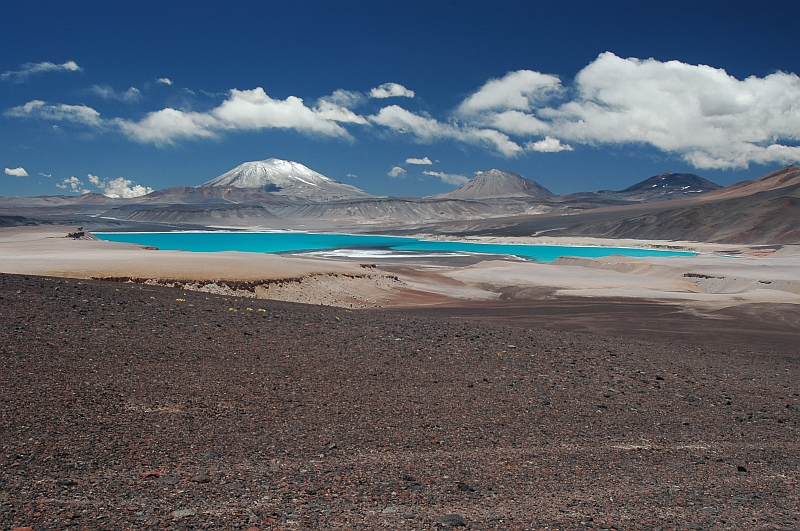
Laguna Verde, no Chile.

Possui clima quente durante o dia e frio à noite, mas ao longo do ano é seco, apresentando variações de temperatura que vão de 0 °C a 40 °C. A falta de chuva nessa região é devida às correntes marinhas do Pacífico. A corrente marinha de Humboldt, deixa o ar muito frio, que ao se chocar com as correntes quentes do Pacífico geram condensação e consequentemente chuva. Porém, até chegar no deserto, as nuvens se descarregam chegando lá já vazias, fazendo com que não chova lá. Já foi registrado como o menor índice pluviométrico do planeta. A Cordilheira dos Andes impede a chegada de ar úmido da Amazônia, pois funciona como uma barreira para a corrente de ar. O Oceano Pacífico seria então o encarregado de umidificar a região do deserto de Atacama mas, por ser uma corrente marítima fria não ocorre evaporação da água sendo que o ar que vai em direção ao deserto é seco.

### Flora
É formada basicamente por árvores de pequeno porte, como a Pimienta e o Algarrobo, arbustos como o Chanhar e plantas como a Anhanhuca e a Brea que crescem na sua maioria ao longo dos vales e na região da precordilheira e cactos que crescem principalmente nas serras próximas à costa mais ao sul. Deve-se ressaltar as plantas que crescem, eventualmente apenas, na região em que ocorre o fenômeno do Inverno Florido entre as cidades de Copiapó e Vallenar. O deserto de Atacama em geral apresenta um terreno rochoso muito seco e pouco propicio a brotar algumas plantas. Em alguns lugares próximos à região de Antofagasta existem grandes áreas de deserto absoluto, onde o solo é completamente desprovido de vegetação.

### Hidrografia
A região, apesar de ser seca e não apresentar um índice pluviométrico relevante, apresenta alguns lagos com água quase todo o ano, servindo de fonte de vida tanto para os habitantes da região quanto para os animais que lá habitam.

## Turismo
O deserto do Atacama é muito visado por turistas, para prática do trekking, montanhismo, montaria, off-road, mountain bike, e arqueólogos, devido ao fato da região possuir interessantes artefatos arqueológicos e históricos, além de salinas, gêiseres, vulcões, lagoas coloridas, vales verdejantes e cânions de água cristalina. Também há múmias com mais de 1 000 anos deixadas pelos Chinchorros (antigos habitantes da área).

## Cinema
Jorge Durán filmou Romance Policial no Deserto do Atacama.

## Galeria

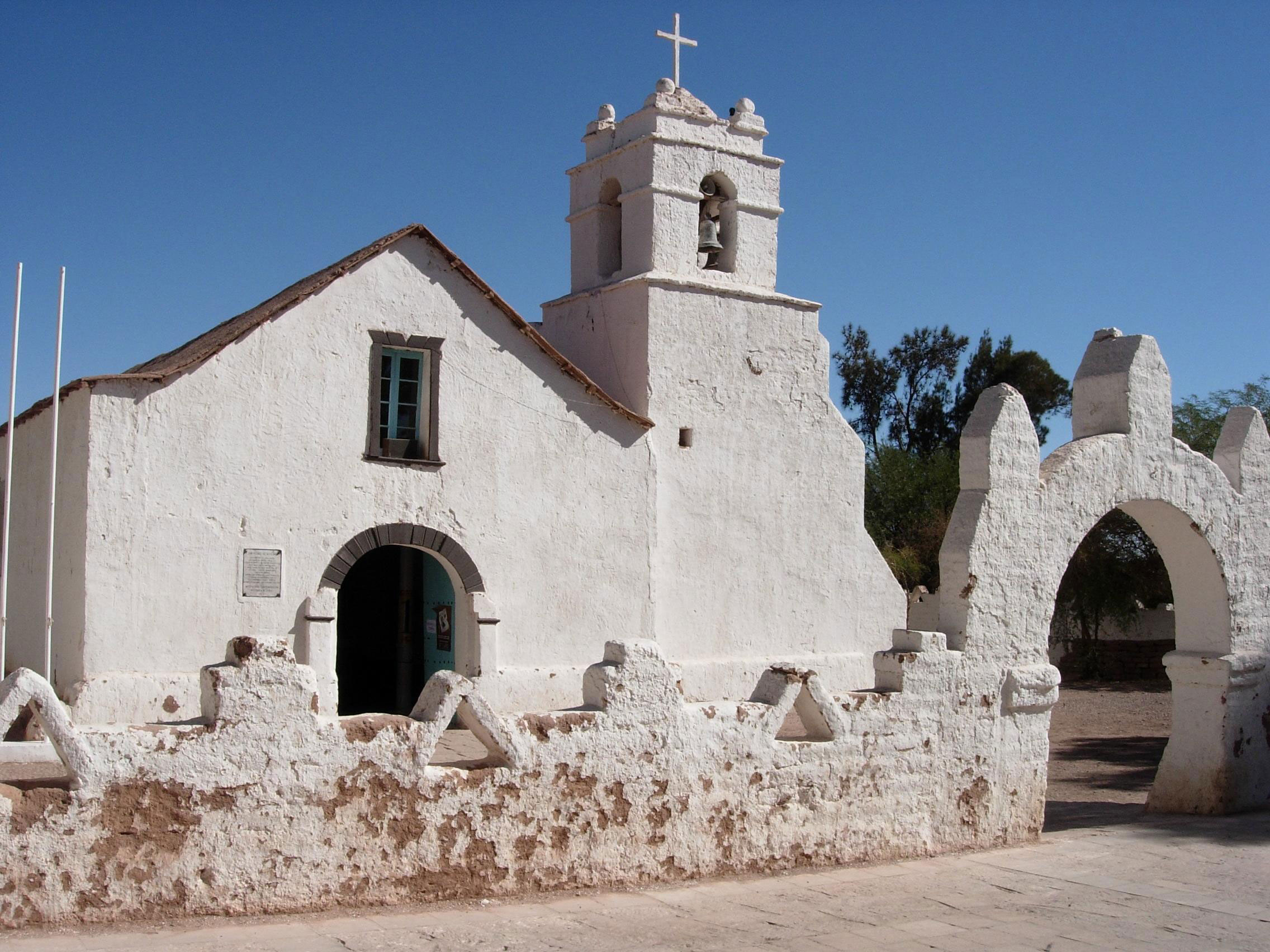
Igreja de San Pedro de Atacama
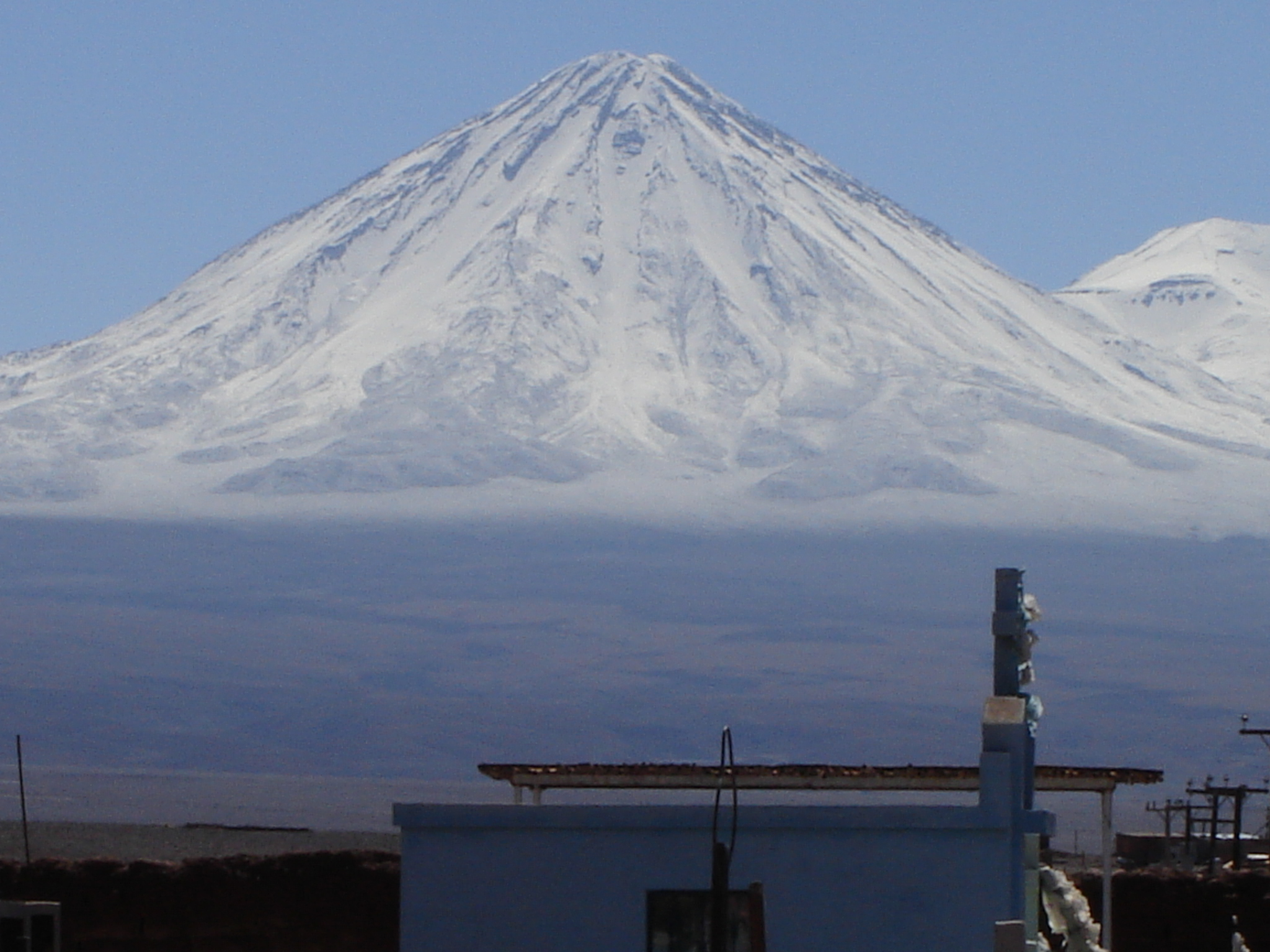
Vulcão Licancabur, visto de San Pedro de Atacama
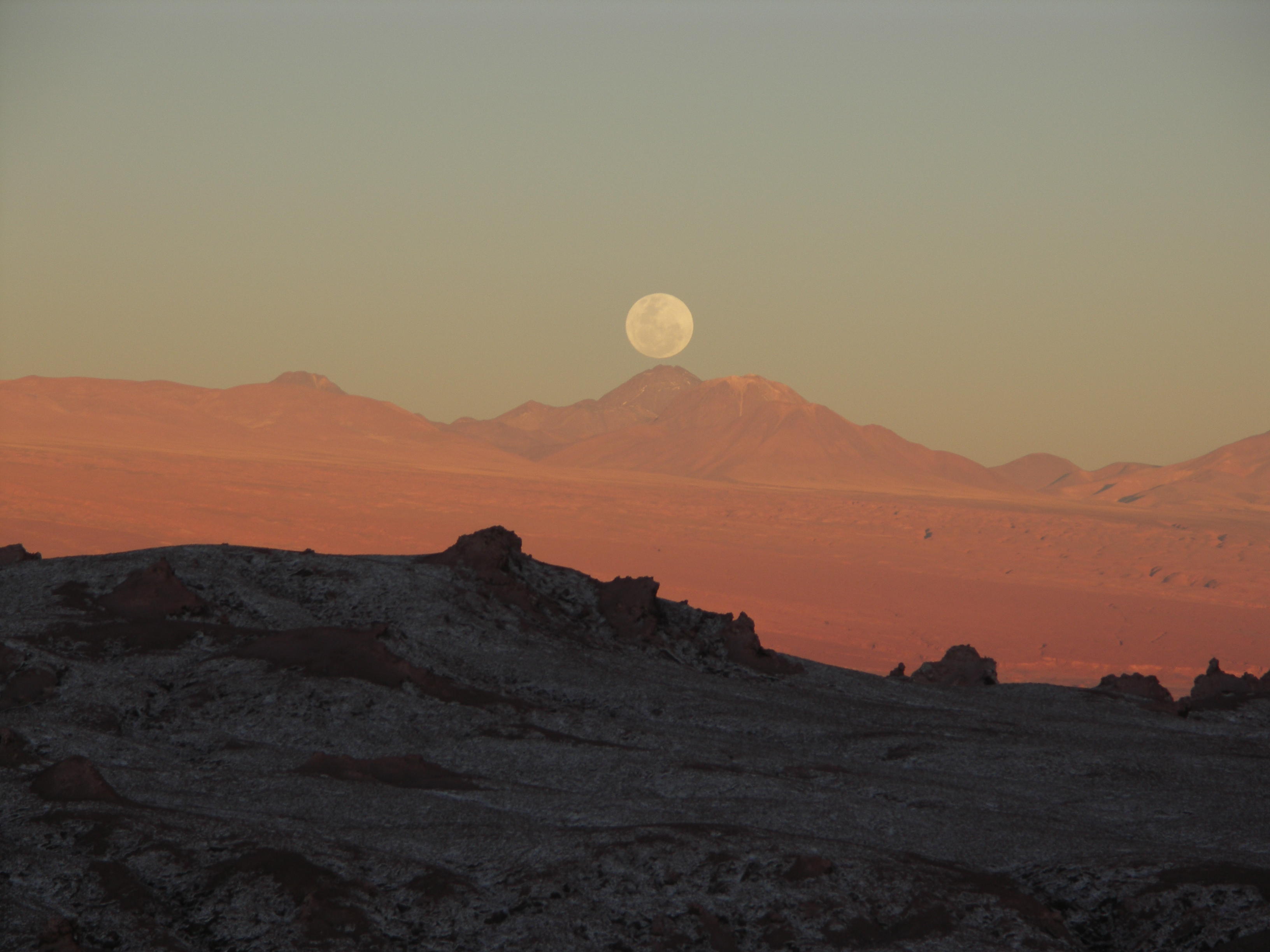
Pôr do sol no Vale da Lua em San Pedro
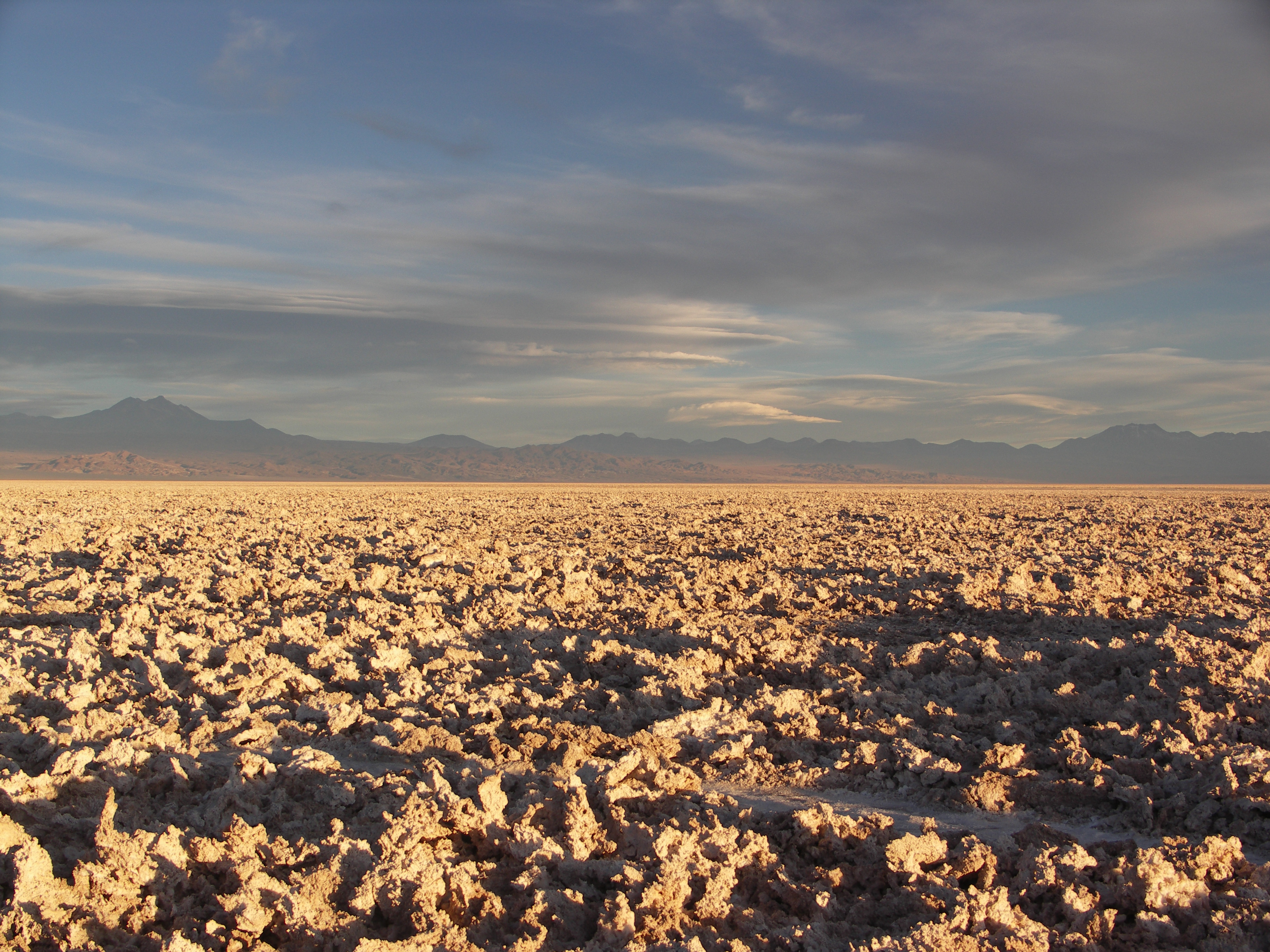
Pôr do sol no Salar de Atacama
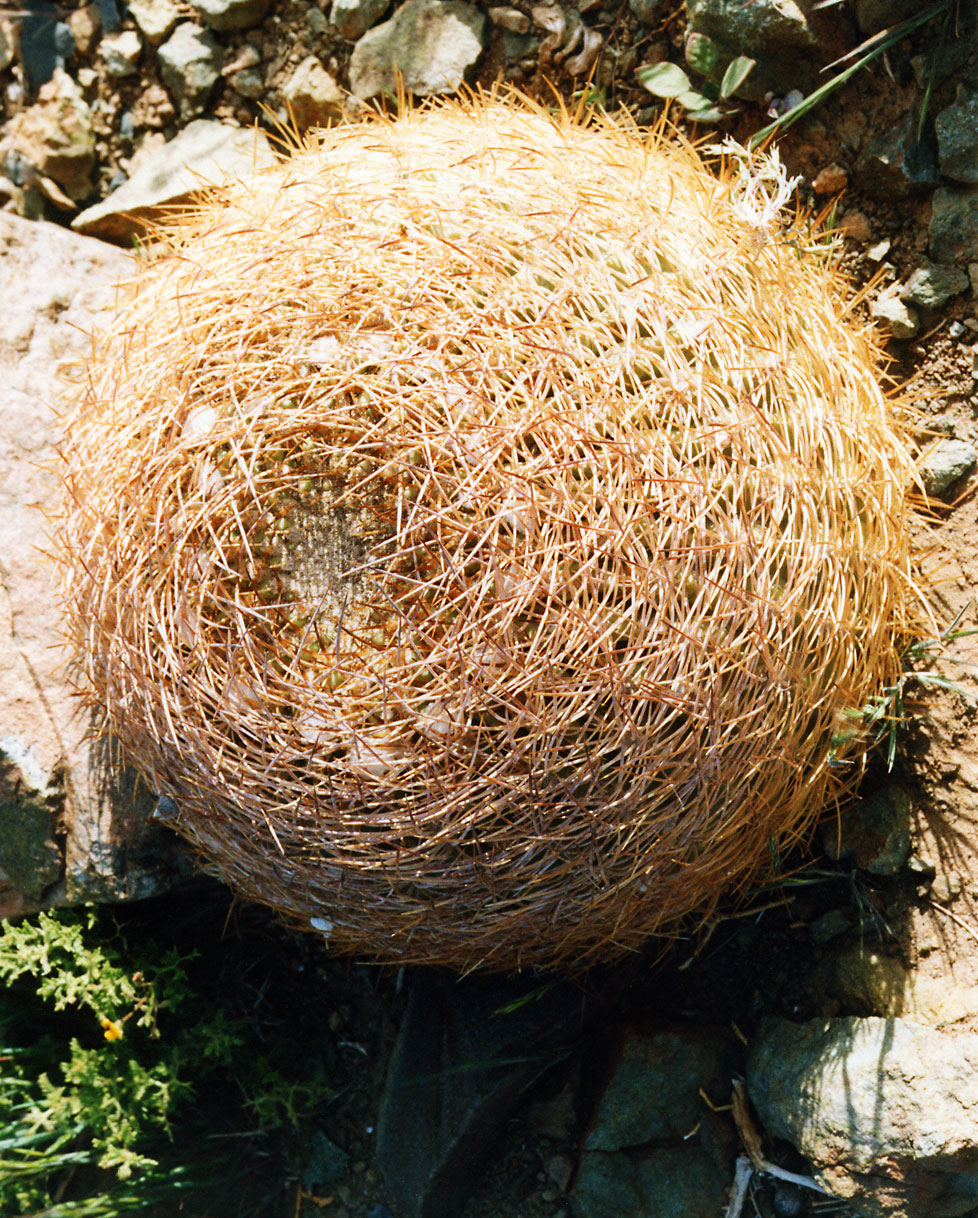
Cacto no Atacama
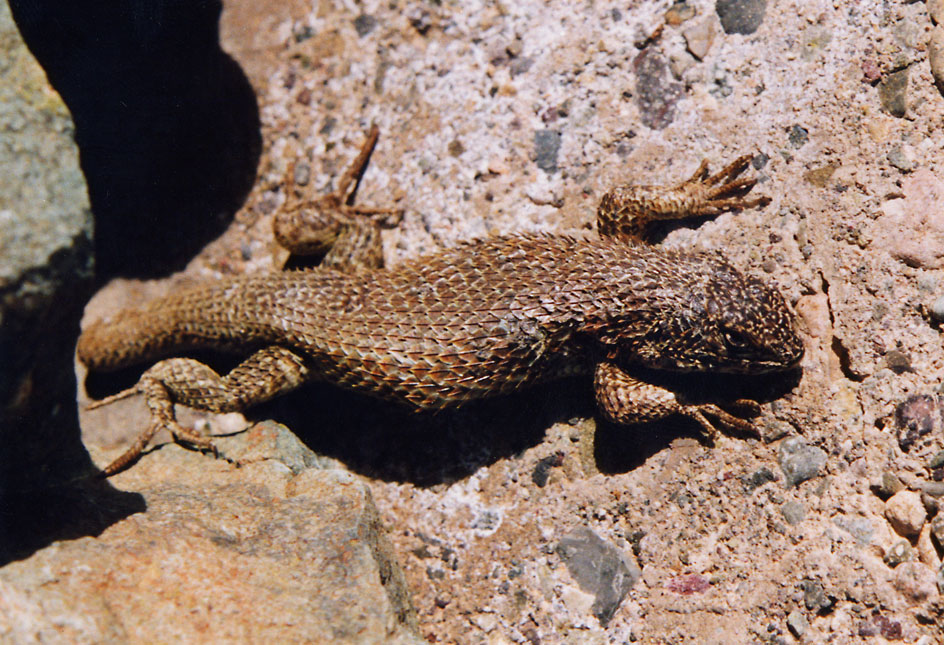
Lagarto no Atacama